# عبد المناف (لاريجان السفلى)
عبد المناف (بالفارسية: عبدالمناف) هي قرية تقع في إيران في قسم لاریجان السفلی الريفي. يقدر عدد سكانها بـ 111 نسمة بحسب إحصاء 2016.